# Sarasaari (ö i Birkaland)
Sarasaari är en ö i Finland. Den ligger i sjön Kulovesi och i kommunen Sastamala i den ekonomiska regionen  Sydvästra Birkaland och landskapet Birkaland, i den sydvästra delen av landet, 170 km nordväst om huvudstaden Helsingfors. Öns area är 0,5 hektar och dess största längd är 120 meter i sydöst-nordvästlig riktning.